# Tricholome d'Auvergne
Tricholoma arvernense
Espèce
Synonymes
- Tricholoma sejunctum var. arvernense Bon, 1975[1]
- Tricholoma sejunctoides P.D. Orton, 1987[1]
- Agaricus sejunctus sensu Fries, 1874[2]

Tricholoma arvernense, le Tricholome d'Auvergne , est une espèce de champignons (Fungi) de la famille des Tricholomataceae et du genre Tricholoma. Il s'agit d'un champignon décrit par Marcel Bon en 1976 à partir d'exemplaires provenant de Haute-Loire, d'où son épithète : arvernense signifiant « d'Auvergne ». Cependant, le présupposé endémisme à cette région française est faux et l'espèce se révèle commune aux forêts de conifères de l'ensemble de l'Europe. Proche de Tricholoma sejunctum, elle s'en différencie par des fibrilles gribouillées et la présence de boucles de conjugaisons à la base de ses basides. Son goût amère la rend impropre à la consommation,,,,.

Tricoloma arvernense, le Tricholome d'Auvergne
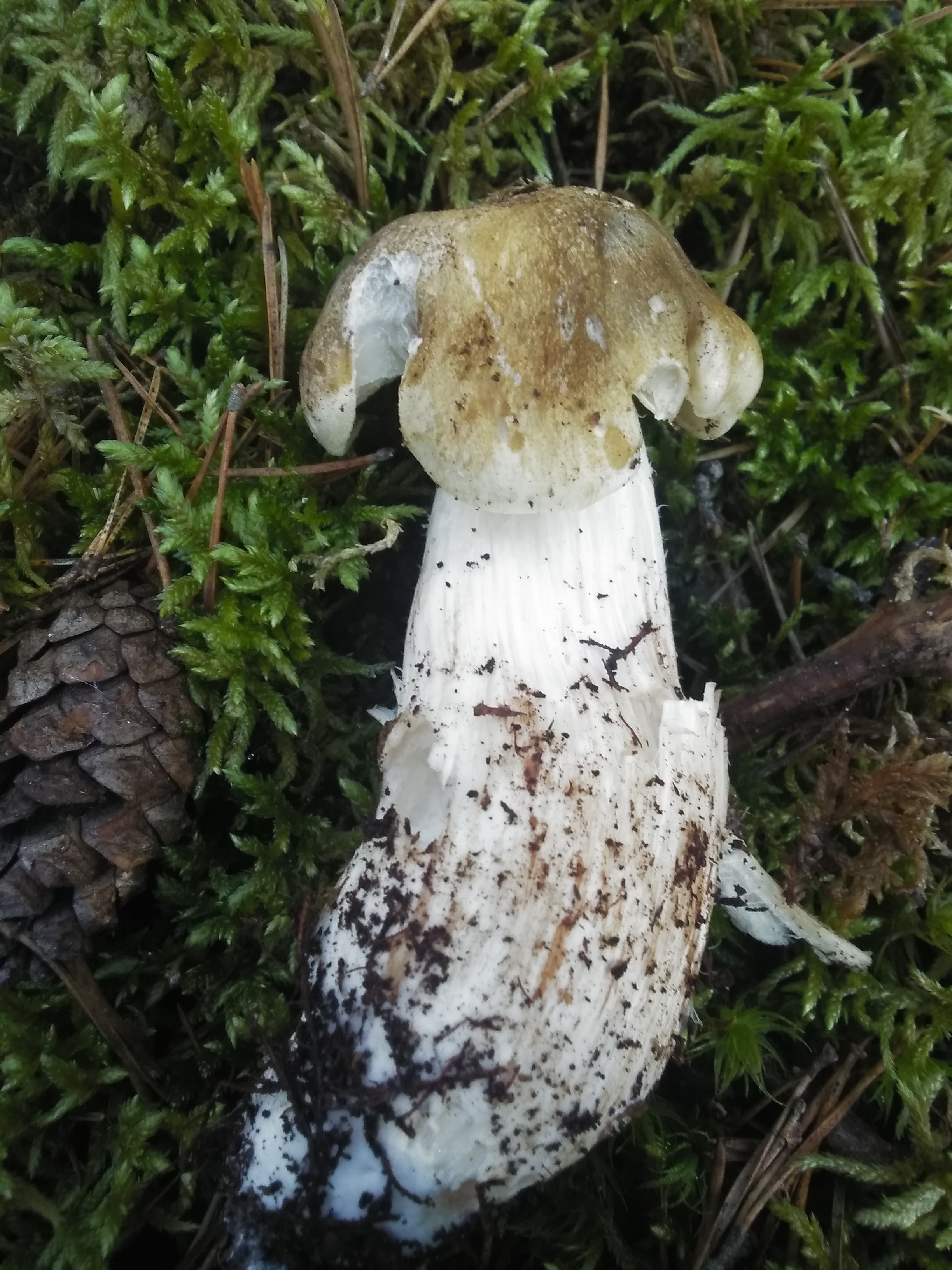
Haute-Loire, France
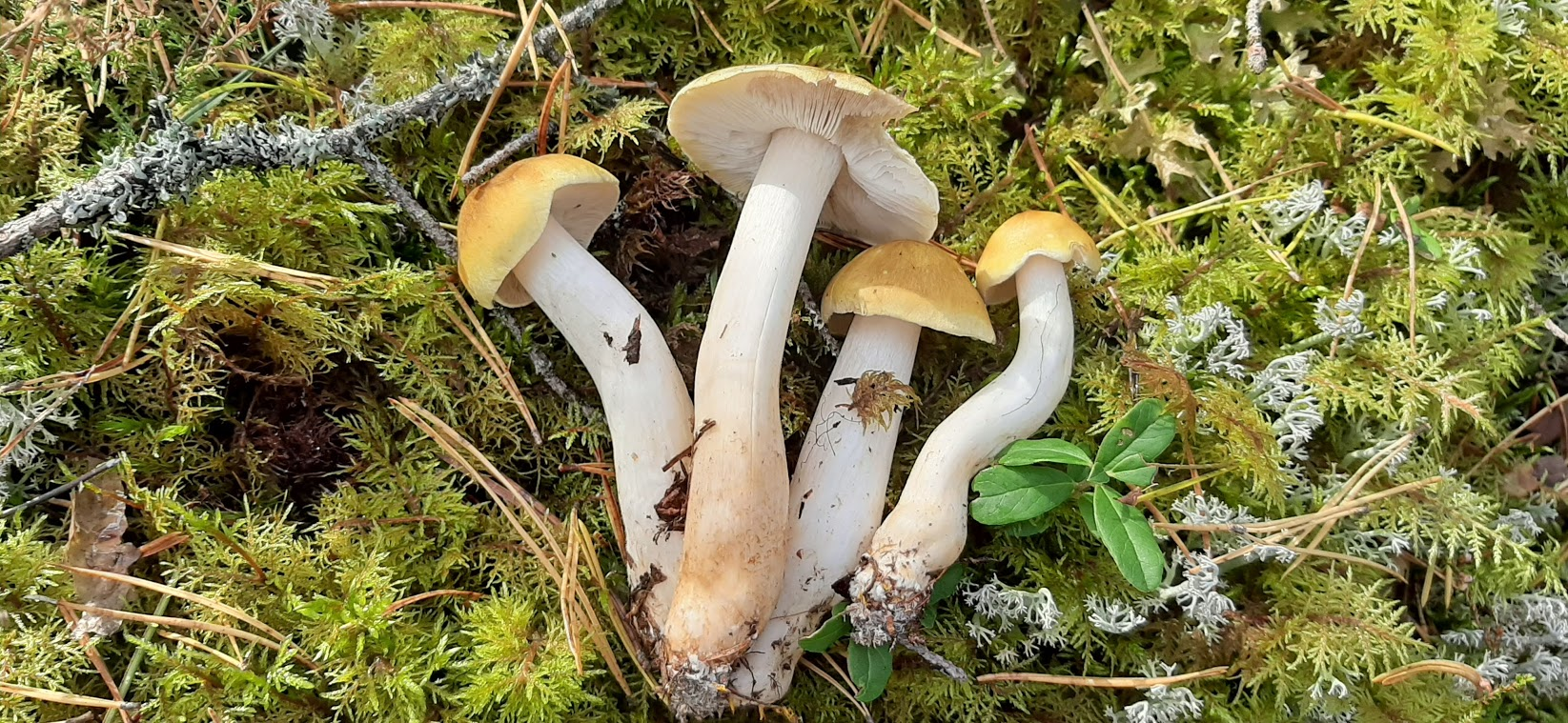
Estonie
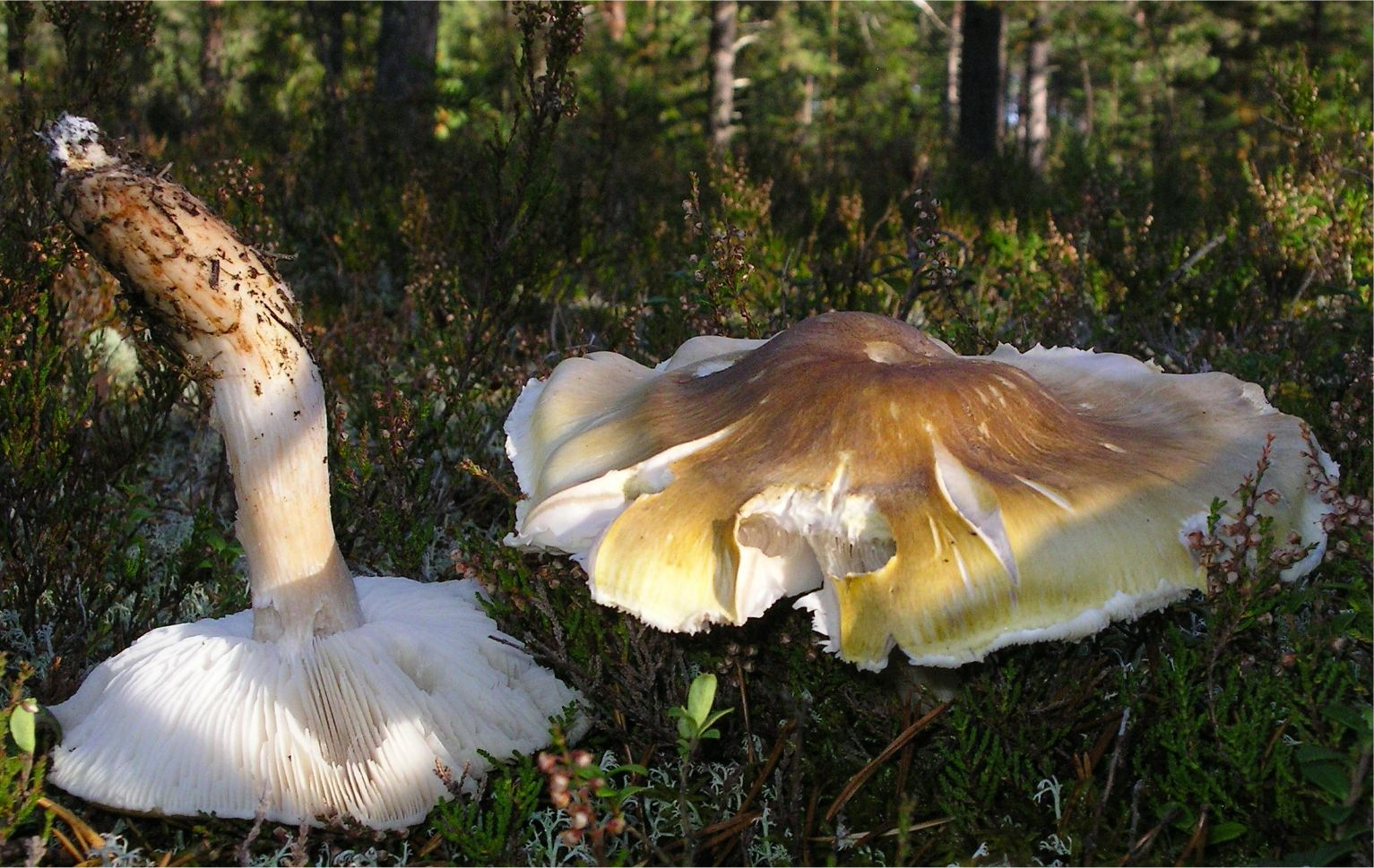
Ångermanland, Suède